# Arboroharamiya
Genre
Espèces de rang inférieur
- † Arboroharamiya jenkinsi Zheng et al.[1], 2013, espèce type
- † Arboroharamiya allinhopsoni Han et al.[2], 2017

Arboroharamiya est un genre éteint de mammaliaformes du groupe des haramiyidiens, un clade dont l'appartenance ou non au groupe-couronne des mammifères est discutée,,,. 
Arboroharamiya a été découvert dans la formation géologique de Tiaojishan datée du Jurassique moyen à supérieur,, dans le nord-est de la Chine, dans le xian autonome mandchou de Qinglong de la province du Hebei. Il fait partie du biote de Yanliao.

## Liste des espèces
Deux espèces sont identifiées, découvertes dans le même secteur :
- Arboroharamiya jenkinsi. C'est l'espèce type, décrite en 2013 par Xiaoting Zheng, Shundong Bi, Xiaoli Wang et Jin Meng[1], en même temps qu'un autre haramiyidien provenant de la même formation géologique : Megaconus[7].
- Arboroharamiya allinhopsoni, décrite en 2017[2] et découverte sur le même site qu'un autre haramiyidien : Docofossor[8].

## Description
Arboroharamiya est le plus grand haramiyidien connu, même si sa masse n'est estimée qu'à 350 grammes. Il présente plusieurs similitudes avec les mammifères actuels, comme sa mandibule formée d'un seul os, le dentaire, et ses mains et pieds à quatre « doigts » constitués de trois os, et d'un avec seulement deux os. Il diffère de ces mammifères par une mandibule qui peut bouger vers le haut , le bas et en avant mais pas en arrière. Sa denture rappelle celle des rongeurs, avec de grandes incisives et molaires, mais sans aucune canine, s'apparentant à celle d'un groupe proche, les multituberculés. 
Il possède une longue queue qui pourrait être préhensile et de très longs doigts. La morphologie de ses dents indique qu'il était probablement omnivore ou une mangeur de graines. C'était un animal arboricole, l'un des plus anciens connu. La description d'une seconde espèce en 2017 a montré qu'il possédait vraisemblablement une membrane entre les membres, un patagium, faisant de lui un animal « volant », en vol plané.

## Classification
Arboroharamiya est rattaché au clade des Mammaliaformes qui regroupe les mammifères et les genres éteints (du Trias et du Jurassique) se rapprochant le plus de ces derniers. Au sein des Mammaliaformes, Arboroharamiya se place dans le clade des Haramiyida, des animaux connus à l'origine que par des dents fossiles qui montraient déjà qu'ils étaient parmi les plus primitifs (basaux) des Mammaliaformes.
Les analyses phylogénétiques divergent quant à la position des haramiyidiens à l'intérieur ou non du groupe-couronne des mammifères, le clade incluant le dernier ancêtre commun des mammifères actuels et de tous ses descendants.
Certaines analyses le placent comme un allothérien à l'intérieur des mammifères, comme c'est le cas pour les inventeurs du genre Arboroharamiya en 2013.
D'autres études le situent au contraire en position plus basale parmi les Mammaliaformes, en amont du dernier ancêtre commun des mammifères, comme des « protomammifères », dans deux études en 2017 et 2018,.
Le cladogramme suivant des Mammaliaformes selon Brusatte et Luo, reprend les résultats de ses dernières analyses et montre la position des haramiyidiens en amont des mammifères :
|         | †Docodonta (Castorocauda)                                                                          |
|         | |
| unnamed | \| \| †Hadrocodium \| \| \| \| \| \| Mammalia (groupe-couronne des Mammifères actuels) \| \| \| \| |
|         | \| \| †Hadrocodium \| \| \| \| \| \| Mammalia (groupe-couronne des Mammifères actuels) \| \| \| \| |
|         | †Hadrocodium                                                                                       |
|         | |
|         | Mammalia (groupe-couronne des Mammifères actuels)                                                  |
|         | |

|  | †Hadrocodium                                      |
|  |                                                   |
|  | Mammalia (groupe-couronne des Mammifères actuels) |
|  |                                                   |

|         | †Docodonta (Castorocauda)                                                                          |
|         | |
| unnamed | \| \| †Hadrocodium \| \| \| \| \| \| Mammalia (groupe-couronne des Mammifères actuels) \| \| \| \| |
|         | \| \| †Hadrocodium \| \| \| \| \| \| Mammalia (groupe-couronne des Mammifères actuels) \| \| \| \| |
|         | †Hadrocodium                                                                                       |
|         | |
|         | Mammalia (groupe-couronne des Mammifères actuels)                                                  |
|         | |

|  | †Hadrocodium                                      |
|  |                                                   |
|  | Mammalia (groupe-couronne des Mammifères actuels) |
|  |                                                   |

|         | †Docodonta (Castorocauda)                                                                          |
|         | |
| unnamed | \| \| †Hadrocodium \| \| \| \| \| \| Mammalia (groupe-couronne des Mammifères actuels) \| \| \| \| |
|         | \| \| †Hadrocodium \| \| \| \| \| \| Mammalia (groupe-couronne des Mammifères actuels) \| \| \| \| |
|         | †Hadrocodium                                                                                       |
|         | |
|         | Mammalia (groupe-couronne des Mammifères actuels)                                                  |
|         | |

|  | †Hadrocodium                                      |
|  |                                                   |
|  | Mammalia (groupe-couronne des Mammifères actuels) |
|  |                                                   |

|         | †Docodonta (Castorocauda)                                                                          |
|         | |
| unnamed | \| \| †Hadrocodium \| \| \| \| \| \| Mammalia (groupe-couronne des Mammifères actuels) \| \| \| \| |
|         | \| \| †Hadrocodium \| \| \| \| \| \| Mammalia (groupe-couronne des Mammifères actuels) \| \| \| \| |
|         | †Hadrocodium                                                                                       |
|         | |
|         | Mammalia (groupe-couronne des Mammifères actuels)                                                  |
|         | |

|  | †Hadrocodium                                      |
|  |                                                   |
|  | Mammalia (groupe-couronne des Mammifères actuels) |
|  |                                                   |

|         | †Docodonta (Castorocauda)                                                                          |
|         | |
| unnamed | \| \| †Hadrocodium \| \| \| \| \| \| Mammalia (groupe-couronne des Mammifères actuels) \| \| \| \| |
|         | \| \| †Hadrocodium \| \| \| \| \| \| Mammalia (groupe-couronne des Mammifères actuels) \| \| \| \| |
|         | †Hadrocodium                                                                                       |
|         | |
|         | Mammalia (groupe-couronne des Mammifères actuels)                                                  |
|         | |

|  | †Hadrocodium                                      |
|  |                                                   |
|  | Mammalia (groupe-couronne des Mammifères actuels) |
|  |                                                   |

|         | †Docodonta (Castorocauda)                                                                          |
|         | |
| unnamed | \| \| †Hadrocodium \| \| \| \| \| \| Mammalia (groupe-couronne des Mammifères actuels) \| \| \| \| |
|         | \| \| †Hadrocodium \| \| \| \| \| \| Mammalia (groupe-couronne des Mammifères actuels) \| \| \| \| |
|         | †Hadrocodium                                                                                       |
|         | |
|         | Mammalia (groupe-couronne des Mammifères actuels)                                                  |
|         | |

|  | †Hadrocodium                                      |
|  |                                                   |
|  | Mammalia (groupe-couronne des Mammifères actuels) |
|  |                                                   |

|         | †Docodonta (Castorocauda)                                                                          |
|         | |
| unnamed | \| \| †Hadrocodium \| \| \| \| \| \| Mammalia (groupe-couronne des Mammifères actuels) \| \| \| \| |
|         | \| \| †Hadrocodium \| \| \| \| \| \| Mammalia (groupe-couronne des Mammifères actuels) \| \| \| \| |
|         | †Hadrocodium                                                                                       |
|         | |
|         | Mammalia (groupe-couronne des Mammifères actuels)                                                  |
|         | |

|  | †Hadrocodium                                      |
|  |                                                   |
|  | Mammalia (groupe-couronne des Mammifères actuels) |
|  |                                                   |

|         | †Docodonta (Castorocauda)                                                                          |
|         | |
| unnamed | \| \| †Hadrocodium \| \| \| \| \| \| Mammalia (groupe-couronne des Mammifères actuels) \| \| \| \| |
|         | \| \| †Hadrocodium \| \| \| \| \| \| Mammalia (groupe-couronne des Mammifères actuels) \| \| \| \| |
|         | †Hadrocodium                                                                                       |
|         | |
|         | Mammalia (groupe-couronne des Mammifères actuels)                                                  |
|         | |

|  | †Hadrocodium                                      |
|  |                                                   |
|  | Mammalia (groupe-couronne des Mammifères actuels) |
|  |                                                   |